# تیم ملی فوتسال فرانسه
تیم ملی فوتسال فرانسه (انگلیسی: France national futsal team) نماینده فدراسیون فوتبال فرانسه، نهاد حاکم فوتسال در فرانسه، در مسابقات بین‌المللی فوتسال، مانند جام جهانی فوتسال فیفا و مسابقات قهرمانی اروپا است.